# Buniel
Buniel település Spanyolországban, Burgos tartományban. Buniel Frandovínez, Revilla del Campo, Rabé de las Calzadas, Tardajos, San Mamés de Burgos, Villalbilla de Burgos, Albillos és Cavia községekkel határos. Lakosainak száma 612 fő (2024).

## Népesség
A település népessége az utóbbi években az alábbiak szerint változott:
| Lakosok száma | 175  | 231  | 351  | 427  | 467  | 511  | 554  | 546  | 605  | 612  |
|               | 2001 | 2004 | 2006 | 2009 | 2011 | 2014 | 2016 | 2019 | 2021 | 2024 |